# Aulacoderus kaffensis
Aulacoderus kaffensis es una especie de coleóptero de la familia Anthicidae.

## Distribución geográfica
Habita en Etiopía.